# Juro Kerošević
Juro Kerošević (Husino kod Tuzle, 4. travnja 1900. – Tuzla, 8. svibnja 1986.), rudar i revolucionar, sudionik Husinske bune i Narodnooslobodilačke borbe.

## Životopis
Rodio se 1900. godine u selu Husinu kod Tuzle. Potjecao je iz siromašne obitelji pa je već sa šesnaest godina morao se zaposliti u solani u Tuzli. Godinu dana poslije počeo je raditi kao rudar u rudniku Kreka. U Kreki je radio od 1915. do 1920. godine.
Život rudara tih godina pratili su – teški i nepodnošljivi radni uvjeti, oskudica životnih namirnica, bijedni uvjeti stanovanja, kao i zabrana bilo kakve političke aktivnosti. Kao mladi rudar, Juro je čitanjem brošura, radničkih novina, proglasa i letaka dobio prva spoznaje o radničkom pokretu. Godine 1919. upoznao se s Mitrom Trifunovićem Učom, borcem za radnička prava koji je tada držao radničke zborove na kojima je govorio o teškom životu i izrabljivanju radnika, ali i o pobjedi Listopadske socijalističke revolucije i njenim ciljevima.
Ubrzo potom Juro se učlanio u sindikalnu podružnicu rudara Kreke, koja je osnovana tih dana. Tu se upoznao i s Franjom Rezačem, Dragom Željeznikom i Ivanom Bračunom, koji su rukovodili radom ove podružnice. Tijekom 1920. godine KPJ je vrlo aktivno djelovala među rudarima Kreke – svake nedjelje rudari su održavali svoje zborove u Radničkom domu u Kreki, na kojima su raspravljali o svom položaju. Također su bili organizirani i kulturno-zabavni programi, praćeni igrankama i poselima. Juro je bio aktivni sudionik svih ovih akcija. U članstvo Komunističke partije Jugoslavije (KPJ) primljen je prvog dana poznatog rudarskog štrajka u Bosni i Hercegovini 21. prosinca 1920. godine. 
Bio je uhićen i pri tome ozlijeđen. Proveo je neko vrijeme u tuzlanskoj bolnici. Nakon uhićenja, osuđen je na smrtnu kaznu vješanjem zbog ubojstva žandara, premda nije dokazano ubojstvo. Kralj ga je pomilovao te je umjesto smrtne dobio zatvorsku kaznu. Proveo je 17 godina u zatvoru u Zenici. Izašao je 2. veljače 1937. godine. Po izlasku je dvije godine bio bez posla. Posao je opet našao u rudniku Kreka u kojem je radio od 1937. do 1942. godine. Uhićen je zbog ilegalne političke djelatnosti, nakon čega je pola godine proveo u zatvoru. Izašavši iz zatvora vratio se na posao ali ubrzo je 1943. otišao u partizane. Sve do kraja rata bio je pri ZAVNOBIH-u. U mirovinu je otišao 1951. godine. Drugovi rudari su mu u Kreki sagradili novu kuću. Bavio se djeljanjem u drvu te je napravio više drvoreza na temu rudarskog štrajka u Kreki i Husinske bune, od čega je jednu darovao Titu.
Poslije je bio član Savjeta federacije.

## Nagrade
Kerošević je dobio više javnih priznanja i odlikovanja.